# За тех, кто в море (фильм)
«За тех, кто в мо́ре» — советский художественный фильм о Великой Отечественной войне, снятый в 1947 году по одноимённой пьесе (1945) с использованием сюжетных элементов рассказа «День рождения» (1944) Бориса Лавренёва
режиссёром Александром Файнциммером.
Картина рассказывает о моряках, воевавших на торпедных катерах в Великую Отечественную войну.

## Сюжет
Для того чтобы завоевать себе быструю и громкую славу, командир корабля Боровский сообщает командиру отряда неверные координаты немецких кораблей; он сделал это для того, чтобы лично провести атаку против гитлеровцев без какого-либо участия других кораблей.
В результате такого проступка Боровского произошла роковая трагедия: погибла вся команда катера.
Но капитану Боровскому предоставляют шанс на искупление своей вины перед Родиной и перед людьми…

## В ролях
- Михаил Жаров — Харитонов
- Александра Тришко — Софья Петровна, мать Харитонова
- Дмитрий Павлов — Максимов
- Геннадий Карнович-Валуа — Боровский, командир корабля
- Нинель Мышкова — Ольга Шабунина (в титрах как Е.Мышкова)
- Эльвира Луценко — Елена Васильевна Горелова, актриса
- Даниил Сагал — Миша Рекало
- Иван Любезнов — Лишев
- Павел Шпрингфельд — Андрей Клобуков
- Георгий Куровский — Шубин

в эпизодах:
- Степан Крылов — Гудков
- Борис Феодосьев
- Михаил Дубрава — Опанасенко
- Н. Тюрнев

## Съёмочная группа
- Автор сценария: Алексей Зеновин, Моисей Котов (в титрах «сценарий Михаила Котова»)
- Режиссёр: Александр Файнциммер
- Оператор: Моисей Магид, Лев Сокольский
- Художник: Николай Суворов, Н. Спичкин
- Композитор: Антонио Спадавеккиа
- Второй режиссёр: Сергей Сиделёв
- Звукооператор: Александр Беккер
- Монтажёр: Александра Боровская
- Второй оператор: Евгений Кирпичёв
- Комбинированные съёмки: художник — Михаил Головатинский, оператор — Михаил Шамкович
- Консультанты: контр-адмирал Виктор Чероков, капитан III ранга Андрей Бондарчук.
- Директор: Ефим Хаютин

## Технические данные
- Производство: Ленфильм
- Художественный фильм, односерийный, чёрно-белый